# ICC World Test Championship 2023–2025
Die ICC World Test Championship 2023–2025 war ein Cricket-Wettbewerb, der im Test-Cricket-Format zwischen 16. Juni 2023 und 14. Juni 2025 ausgetragen wurde. Teilnahmeberechtigt waren die neun besten Test-Teams, die über den Turnierzeitraum hinweg Test-Serien gegeneinander austrugen. Im Finale setzte sich Südafrika mit 5 Wickets gegen Australien durch.

## Teilnehmer
Die folgenden Teams wurden vom Weltverband International Cricket Council (ICC) für den Wettbewerb vorgesehen:
| - Australien - Bangladesch - England | - Indien - Neuseeland - Pakistan | - Sri Lanka - Südafrika - West Indies |

## Format
Jede Mannschaft trägt gegen sechs andere während des Wettbewerbzeitraumes jeweils eine Test-Serie aus, jeweils drei daheim und drei auswärts. Jede Serie besteht aus zwei bis fünf Tests. Für einen Sieg gibt es 12 Punkte, ein Unentschieden 6 und für ein Remis 4 Punkte. Im Falle einer Niederlage erhält man keine Punkte und für mögliche Unterschreitung der vorgesehenen Over-Zahl wird pro Over ein Punkt abgezogen. Für die Tabelle und damit die Bestimmung, wer ins Finale einzieht, sind die Prozente der erreichbaren Punkte ausschlaggebend.

## Tabelle
Die Tabelle gestaltete sich wie folgt:
| Team        | Serien | Serien | Serien | Serien | Spiele | Spiele | Spiele | Spiele | Spiele | PC  | PPerc   | Ded | Punkte |
| Team        | Se.    | S      | N      | U      | Sp.    | S      | N      | R      | U      | PC  | PPerc   | Ded | Punkte |
| ----------- | ------ | ------ | ------ | ------ | ------ | ------ | ------ | ------ | ------ | --- | ------- | --- | ------ |
| Südafrika   | 6      | 4      | 1      | 1      | 12     | 8      | 3      | 1      | 0      | 144 | 69,44 % | 0   | 100    |
| Australien  | 6      | 4      | 0      | 2      | 19     | 13     | 4      | 2      | 0      | 228 | 67,54 % | 10  | 154    |
| Indien      | 6      | 3      | 2      | 1      | 19     | 9      | 8      | 2      | 0      | 228 | 50,00 % | 2   | 114    |
| Neuseeland  | 6      | 2      | 3      | 1      | 14     | 7      | 7      | 0      | 0      | 168 | 48,21 % | 3   | 81     |
| England     | 6      | 3      | 2      | 1      | 22     | 11     | 10     | 1      | 0      | 264 | 43,18 % | 22  | 114    |
| Sri Lanka   | 6      | 2      | 4      | 0      | 13     | 5      | 8      | 0      | 0      | 156 | 38,46 % | 0   | 60     |
| Bangladesch | 6      | 1      | 3      | 2      | 12     | 4      | 8      | 0      | 0      | 144 | 31,25 % | 3   | 45     |
| West Indies | 6      | 0      | 3      | 3      | 13     | 3      | 8      | 2      | 0      | 156 | 28,21 % | 0   | 44     |
| Pakistan    | 6      | 2      | 3      | 1      | 14     | 5      | 9      | 0      | 0      | 168 | 27,98 % | 13  | 47     |

## Serien
| Beginn             | Heimteam    | Auswärtsteam | Resultate   | Punkte      | Artikel     |
| Saison 2023        | Saison 2023 | Saison 2023  | Saison 2023 | Saison 2023 | Saison 2023 |
| ------------------ | ----------- | ------------ | ----------- | ----------- | ----------- |
| 16. Juni 2023      | England     | Australien   | 2−2 [5]     | 9−18        | Artikel     |
| 12. Juli 2023      | West Indies | Indien       | 0−1 [2]     | 4−16        | Artikel     |
| 16. Juli 2023      | Sri Lanka   | Pakistan     | 0−2 [2]     | 0−24        | Artikel     |
| Saison 2023/24     |             |              |             |             |             |
| 28. November 2023  | Bangladesch | Neuseeland   | 1−1 [2]     | 12−12       | Artikel     |
| 14. Dezember 2023  | Australien  | Pakistan     | 3−0 [3]     | 36−(-2)     | Artikel     |
| 26. Dezember 2023  | Südafrika   | Indien       | 1−1 [2]     | 12−10       | Artikel     |
| 17. Januar 2024    | Australien  | West Indies  | 1−1 [2]     | 12−12       | Artikel     |
| 25. Januar 2024    | Indien      | England      | 4−1 [5]     | 48−12       | Artikel     |
| 4. Februar 2024    | Neuseeland  | Südafrika    | 2−0 [2]     | 24−0        | Artikel     |
| 29. Februar 2024   | Neuseeland  | Australien   | 0−2 [2]     | 0−24        | Artikel     |
| 22. März 2024      | Bangladesch | Sri Lanka    | 0−2 [2]     | 0−24        | Artikel     |
| Saison 2024        |             |              |             |             |             |
| 10. Juli 2024      | England     | West Indies  | 3−0 [3]     | 36−0        | Artikel     |
| 7. August 2024     | West Indies | Südafrika    | 0−1 [2]     | 4−16        | Artikel     |
| 21. August 2024    | Pakistan    | Bangladesch  | 0−2 [2]     | (-6)−21     | Artikel     |
| 21. August 2024    | England     | Sri Lanka    | 2−1 [3]     | 24−12       | Artikel     |
| Saison 2024/25     |             |              |             |             |             |
| 18. September 2024 | Sri Lanka   | Neuseeland   | 2−0 [2]     | 24−0        | Artikel     |
| 19. September 2024 | Indien      | Bangladesch  | 2−0 [2]     | 24−0        | Artikel     |
| 7. Oktober 2024    | Pakistan    | England      | 2−1 [3]     | 24−12       | Artikel     |
| 16. Oktober 2024   | Indien      | Neuseeland   | 0−3 [3]     | 0−36        | Artikel     |
| 21. Oktober 2024   | Bangladesch | Südafrika    | 0−2 [2]     | 0−24        | Artikel     |
| 22. November 2024  | West Indies | Bangladesch  | 1−1 [2]     | 12−12       | Artikel     |
| 22. November 2024  | Australien  | Indien       | 3−1 [5]     | 40−16       | Artikel     |
| 27. November 2024  | Südafrika   | Sri Lanka    | 2−0 [2]     | 24−0        | Artikel     |
| 28. November 2024  | Neuseeland  | England      | 1−2 [3]     | 9−21        | Artikel     |
| 26. Dezember 2024  | Südafrika   | Pakistan     | 2−0 [2]     | 24−(-5)     | Artikel     |
| 16. Januar 2025    | Pakistan    | West Indies  | 1−1 [2]     | 12−12       | Artikel     |
| 29. Januar 2025    | Sri Lanka   | Australien   | 0−2 [2]     | 0−24        | Artikel     |

## Finale
Das Finale findet im Juni 2025 in England statt.

### Stadion
Das folgende Stadion wurde für die Austragung des Finales ausgewählt und am 21. September 2022.
| Stadion               | Stadt  | Kapazität | Spiele |
| --------------------- | ------ | --------- | ------ |
| Lord’s Cricket Ground | London | 30.000    | Finale |

### Kaderlisten
Australien benannte seinen Kader am 13. Mai 2025.
Südafrika benannte seinen Kader am 13. Mai 2025.
| Test | Test |
| Südafrika | Australien |
| --- | --- |
| - Temba Bavuma (K) - David Bedingham - Corbin Bosch - Tony de Zorzi - Marco Jansen - Keshav Maharaj - Aiden Markram - Wiaan Mulder - Senuran Muthusamy - Lungi Ngidi - Dane Paterson - Kagiso Rabada - Ryan Rickelton (wk) - Tristan Stubbs - Kyle Verreynne (wk) | - Pat Cummins (K) - Scott Boland - Alex Carey (wk) - Cameron Green - Josh Hazlewood - Travis Head - Josh Inglis (wk) - Usman Khawaja - Sam Konstas - Matt Kuhnemann - Marnus Labuschagne - Nathan Lyon - Steve Smith - Mitchell Starc - Beau Webster |

### Test in London
| 11. − 14. Juni 2025 Scorecard | London (Lord’s) | Australien 212 (56.4) & 207 (65) | – | Südafrika 138 (57.1) & 282-5 (83.4) |
|                               |                 | Südafrika gewinnt mit 5 Wickets  |   |                                     |

Südafrika gewann den Münzwurf und entschied sich als Feldmannschaft zu beginnen. Für Australien formte Eröffnungs-Batter Marnus Labuschagne eine Partnerschaft zusammen mit dem vierten Schlagmann Steve Smith. Labuschagne schied nach 17 Runs aus, woraufhin Travis Head 11 Runs erzielte und von Beau Webster gefolgt wurde. Smith konnte ein Fifty über 66 Runs erzielen, woraufhin Alex Carey 23 Runs erreichte. Webster verlor sein Wicket nach einem Fifty über 72 Runs und das Innings endete nach 212 Runs. Beste südafrikanische Bowler waren Kagiso Rabada mit 5 Wickets für 51 Runs und Marco Jansen mit 3 Wickets für 49 Runs. Für Südafrika erzielte Eröffnungs-Batter Ryan Rickelton 16 Runs und wurde durch Temba Bavuma gefolgt. Als David Bedingham ins Spiel kam, endete der Tag beim Stand von 43/4. Am zweiten Tag schied Bavuma nach 36 Runs aus und Kyle Verreynne erreichte 13 Runs. Bedingham konnte 45 Runs erzielen, bevor das letzte Wicket nach 138 Runs mit einem Rückstand von 74 Runs fiel. Bester australischer Bowler war Pat Cummins mit 6 Wickets für 28 Runs. Für Australien formte Eröffnungs-Batter Marnus Labuschagne mit dem vierten Schlagmann Steve Smith eine Parenterschaft. Labuschagne erreichte 22 Runs und Smith 13 Runs, bevor Alex Carey und Mitchell Starc eine Partnerschaft formten. Carey erreichte 43 Runs und der Tag endete beim Stand von 144/8. Am dritten Tag fiel das letzte Wicket als Starc ein Fifty über 58* Runs erzielt hatte und das Innings endete mit einer Vorgabe von 282 Runs für Südafrika. Beste südafrikanische Bowler waren Kagiso Rabada mit 4 Wickets für 59 Runs und Lungi Maharaj mit 3 Wickets für 38 Runs. Für Südafrika bildete Eröffnungs-Batter Aiden Markram eine Partnerschaft zusammen mit dem dritten Schlagmann Wiaan Mulder. Mulder erreichte 27 Runs und wurde gefolgt durch Temba Bavuma und der tag endete beim Stand von 213/2. Am vierten Tag verlor Bavuma sein Wicket nach einem Fifty über 66 Runs, woraufhin David Bedingham ins Spiel kam. Markram schied nach einem Century über 136 Runs aus 207 Bällen aus, bevor Bedingham mit 21 Runs den Sieg sicherte. Bester australischer Bowler war Mitchell Starc mit 3 Wickets für 66 Runs. Als Spieler des Spiels wurde Aiden Markram ausgezeichnet.